# Melanozosteria
Melanozosteria es un género de cucarachas de la familia Blattidae.

## Especies
- Melanozosteria aculeata (Mackerras, 1968)
- Melanozosteria ayrensis (Mackerras, 1968)
- Melanozosteria barrominensis (Mackerras, 1968)
- Melanozosteria bicolor Kirby, 1903
- Melanozosteria brevitarsis (Shaw, 1922)
- Melanozosteria capitolina (Mackerras, 1968)
- Melanozosteria castanea (Brunner von Wattenwyl, 1865)
- Melanozosteria circumducta (Walker, 1868)
- Melanozosteria conjuncta (Shelford, 1909)
- Melanozosteria exigua (Mackerras, 1968)
- Melanozosteria feriarum (Shaw, 1922)
- Melanozosteria flavofusca (Mackerras, 1968)
- Melanozosteria fulva (Princis, 1954)
- Melanozosteria handschini Princis, 1954
- Melanozosteria hermannsburgensis (Mackerras, 1968)
- Melanozosteria illingworthi (Shaw, 1918)
- Melanozosteria insulae (Mackerras, 1968)
- Melanozosteria insularis (Shaw, 1925)
- Melanozosteria jungii (Tepper, 1895)
- Melanozosteria karnyi (Ebner, 1925)
- Melanozosteria kellyi (Shaw, 1918)
- Melanozosteria komodensis Bey-Bienko, 1965
- Melanozosteria lentiginosa (Mackerras, 1968)
- Melanozosteria lepida (Walker, 1871)
- Melanozosteria melanesiae (Shelford, 1909)
- Melanozosteria minima (Mackerras, 1968)
- Melanozosteria minor (Mackerras, 1968)
- Melanozosteria mjoebergi Princis, 1966
- Melanozosteria montana (Mackerras, 1968)
- Melanozosteria nigrofasciata (Shaw, 1918)
- Melanozosteria nitida (Brunner von Wattenwyl, 1865)
- Melanozosteria nitidella (Shaw, 1918)
- Melanozosteria obscura (Tepper, 1893)
- Melanozosteria picea (Princis, 1954)
- Melanozosteria popeae (Mackerras, 1968)
- Melanozosteria pulchra (Shaw, 1925)
- Melanozosteria rufipes (Shelford, 1909)
- Melanozosteria soror (Brunner von Wattenwyl, 1865)
- Melanozosteria spryi (Shaw, 1922)
- Melanozosteria subbifasciata (Tepper, 1893)
- Melanozosteria subinclusa Princis, 1966
- Melanozosteria tepperi (Shaw, 1918)
- Melanozosteria triangulata (Brunner von Wattenwyl, 1893)
- Melanozosteria tristylata (Hanitsch, 1933)
- Melanozosteria uncinata (Shaw, 1918)